# 瘟疫与人
瘟疫与人（英語：Plagues and Peoples）是历史学家威廉·H·麦克尼尔创作的一本关于流行病的历史书籍，1976年由 Anchor Books（Vintage Books的前身）出版。书中介绍了天花在墨西哥，腺鼠疫在中国以及斑疹傷寒在欧洲的影响。